# كريستيانو سيرجيبانو
كريستيانو سيرجيبانو هو لاعب كرة قدم برازيلي في مركز الهجوم، ولد في 17 مارس 1988 في Laranjeiras ‏ في البرازيل. لعب مع نادي كلنتن.

## وصلات خارجية
- كريستيانو سيرجيبانو على موقع قاعدة بيانات كرة القدم.إي يو (الإنجليزية)
- كريستيانو سيرجيبانو على موقع Soccerway.com (الإنجليزية)